# Elezioni europee del 1989 in Danimarca
Le elezioni europee del 1989 in Danimarca si sono tenute il 15 giugno.

## Risultati
| Liste  | Liste                            | Gruppo | Voti      | %     | Seggi |
| ------ | -------------------------------- | ------ | --------- | ----- | ----- |
|        | Socialdemocratici                | SOC    | 417.076   | 23,31 | 4     |
|        | Movimento Popolare contro la CEE | ARC    | 338.953   | 18,94 | 4     |
|        | Venstre                          | LDR    | 297.565   | 16,63 | 3     |
|        | Partito Popolare Conservatore    | DE     | 238.760   | 13,34 | 2     |
|        | Partito Popolare Socialista      | GUE    | 162.902   | 9,10  | 1     |
|        | Democratici di Centro            | PPE    | 142.190   | 7,95  | 2     |
|        | Partito del Progresso            | -      | 93.985    | 5,25  | -     |
|        | Sinistra Radicale                | -      | 50.196    | 2,81  | -     |
|        | Partito Popolare Cristiano       | -      | 47.768    | 2,67  | -     |
| Totale | Totale                           | Totale | 1.789.395 |       | 16    |